# Síndrome de la cara vacía
El síndrome cara vacía consiste al miedo la ansiedad que les produce a algunas personas la retirada de la mascarilla, rechazando a quitársela por salud o estética.

## Especificaciones
Este síndrome no es una enfermedad mental ni un trastorno, además de no estar tipificado en los manuales de diagnóstico. Surge con la desaparición de obligatoriedad de llevar mascarillas durante la pandemia de Covid19. Muchas personas se sentirán menos protegidas frente a la enfermedad y desarrollarán un profundo malestar al ver que otros ciudadanos no la llevan.

## Características
Hay tres características que son las más frecuentes para reconocer el síndrome de la cara vacía:
1. Miedo a contagiar o ser contagiado.
2. La sensación de inseguridad al no llevar la mascarilla.
3. Sentirnos incómodos si interactuamos con alguien que no la lleva.